# Centre commercial Redi
Redi (français : Rade) est un centre commercial situé dans la section de Kalasatama à Helsinki en Finlande.

## Le centre
Le centre commercial Redi est le plus grand centre commercial d'Helsinki, le cinquième dans la région métropolitaine d'Helsinki et le septième en Finlande.
Le complexe Redi se compose du centre commercial Redi, d'une tour hôtelière, d'une tour de bureaux et de six tours résidentielles.
Les premières tours de 23 à 35 étages seront Majakka, Loisto, Horisontti Kapteeni, Luotsi, Kartta et Kompassi et Visio.
En septembre 2019, Redi compte au total 175 magasins pour 200 espaces commerciaux.
Les plus grands magasins sont K-Supermarket, Lidl, Clas Ohlson, H&M, Halonen et XXL.
Le centre commercial abrite un cinéma à cinq écrans, où la chaîne de cinéma estonienne Cinamo a opéré entre 2018 et 2022.
En 2022, l'exploitant du théâtre a été remplacé par Bio Rex.
De plus, le centre commercial disposait d'un centre d'expérience et de divertissement Virtual Planet, qui était le premier cinéma Multi-D de Finlande.
Il était équipé d'effets de mouvement, de son, de vidéo, ainsi que de nombreux effets physiques.
Dans le coin nord-ouest du centre commercial se trouve le simulateur de chute libre Fööni, qui dispose d'un espace de vol aux parois de verre de 20 mètres de haut avec de l'air circulant à une vitesse de 180 à 300 km/h.
Sur le toit du centre commercial et au-dessus de la ligne de métro, un parc de loisirs ouvert Bryga a été construit, dont la taille est équivalente au parc d'Esplanadi.

## Transports publics
Le centre commercial est divisé en deux parties, appelées Stadi et Sköne séparées par la rue Kalasatamankatu orientée du nord au sud.
La station de métro Kalasatama est située au troisième étage de Redi et est accessible directement.
Redi donne accès aux bus, entre autres ceux qui circulent sur l'Itäväylää et la rue côtière d'Hermanni.

## Galerie

Vues extérieures
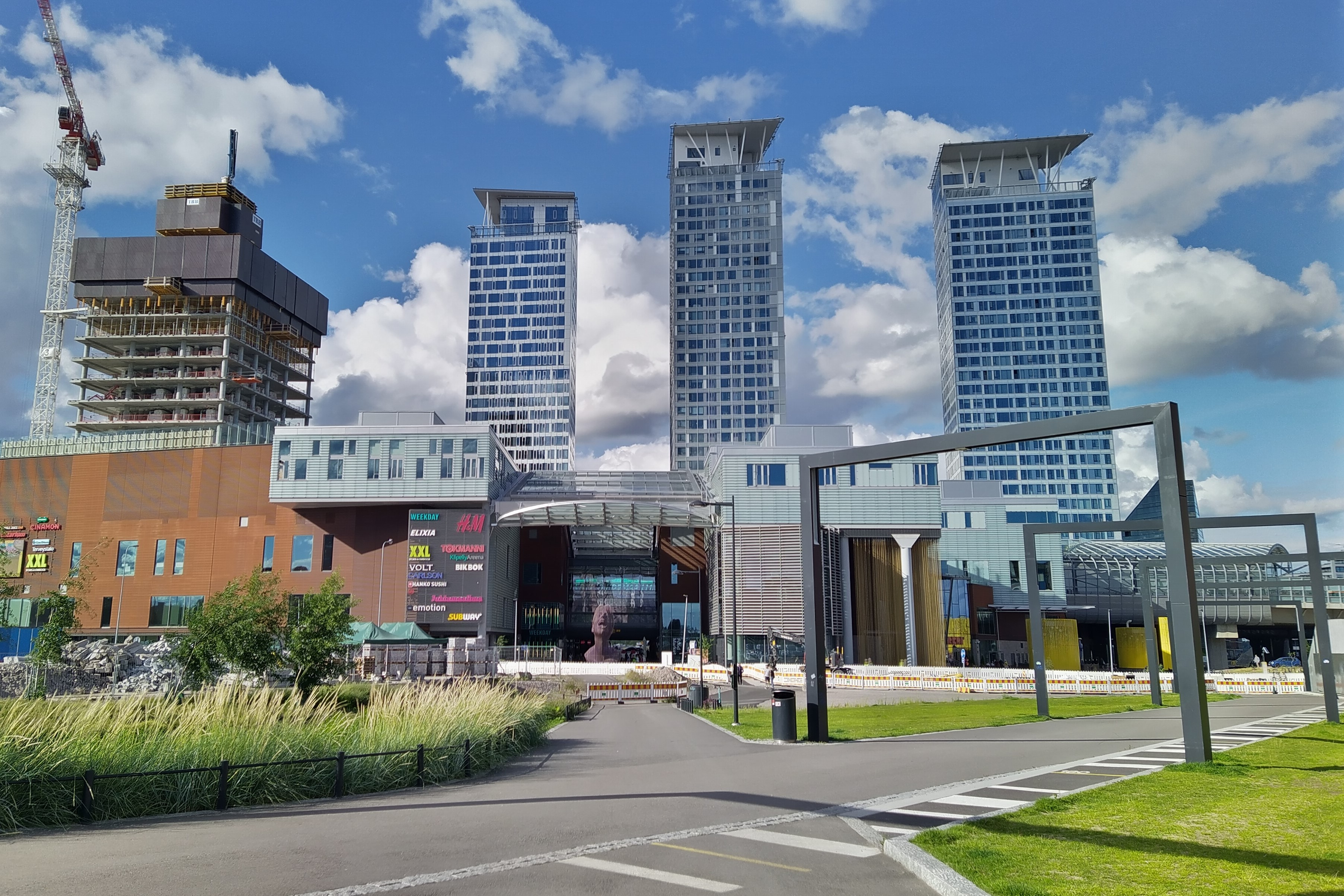
Le centre commercial Redi.
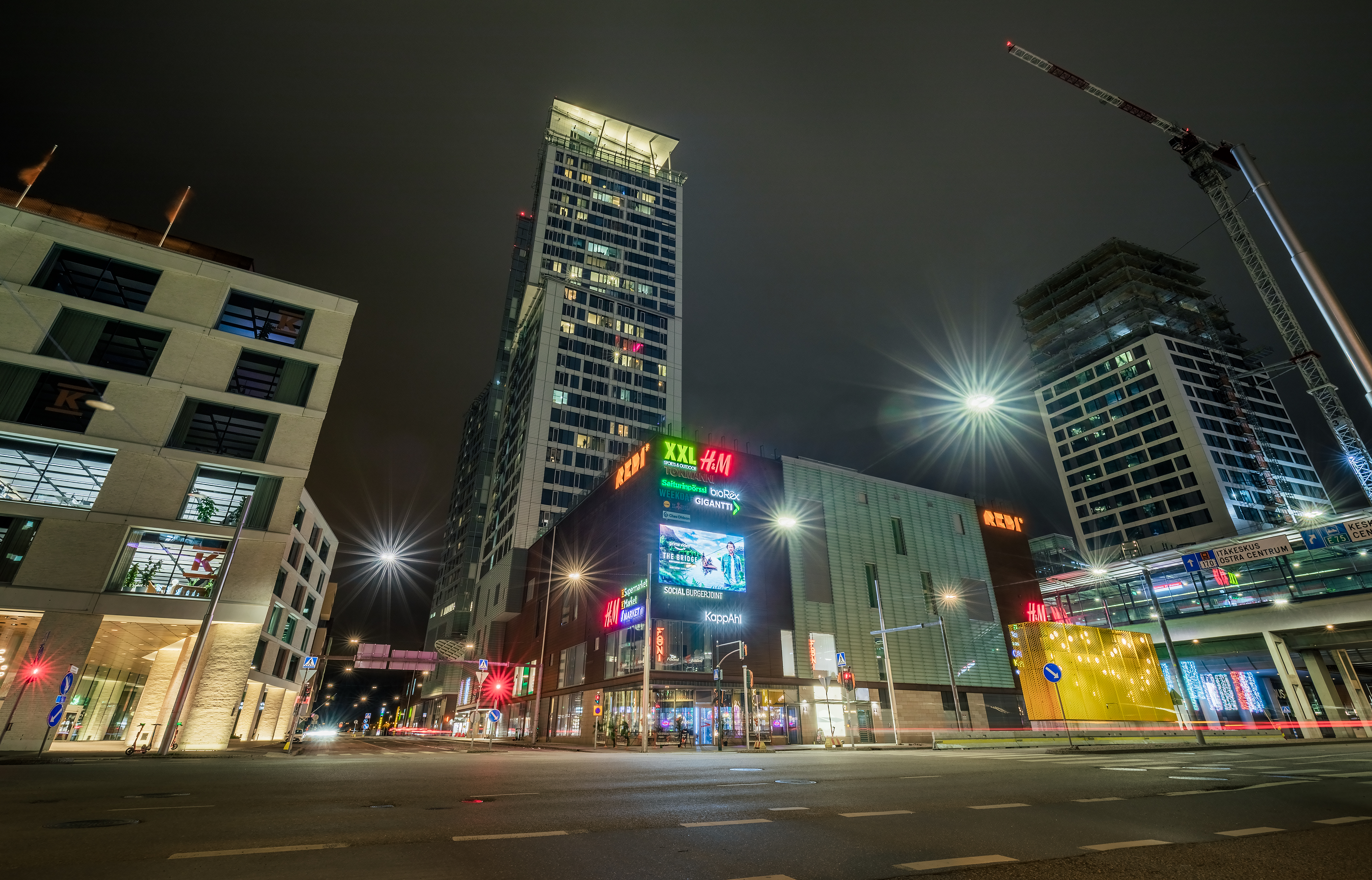
Le centre Redi.
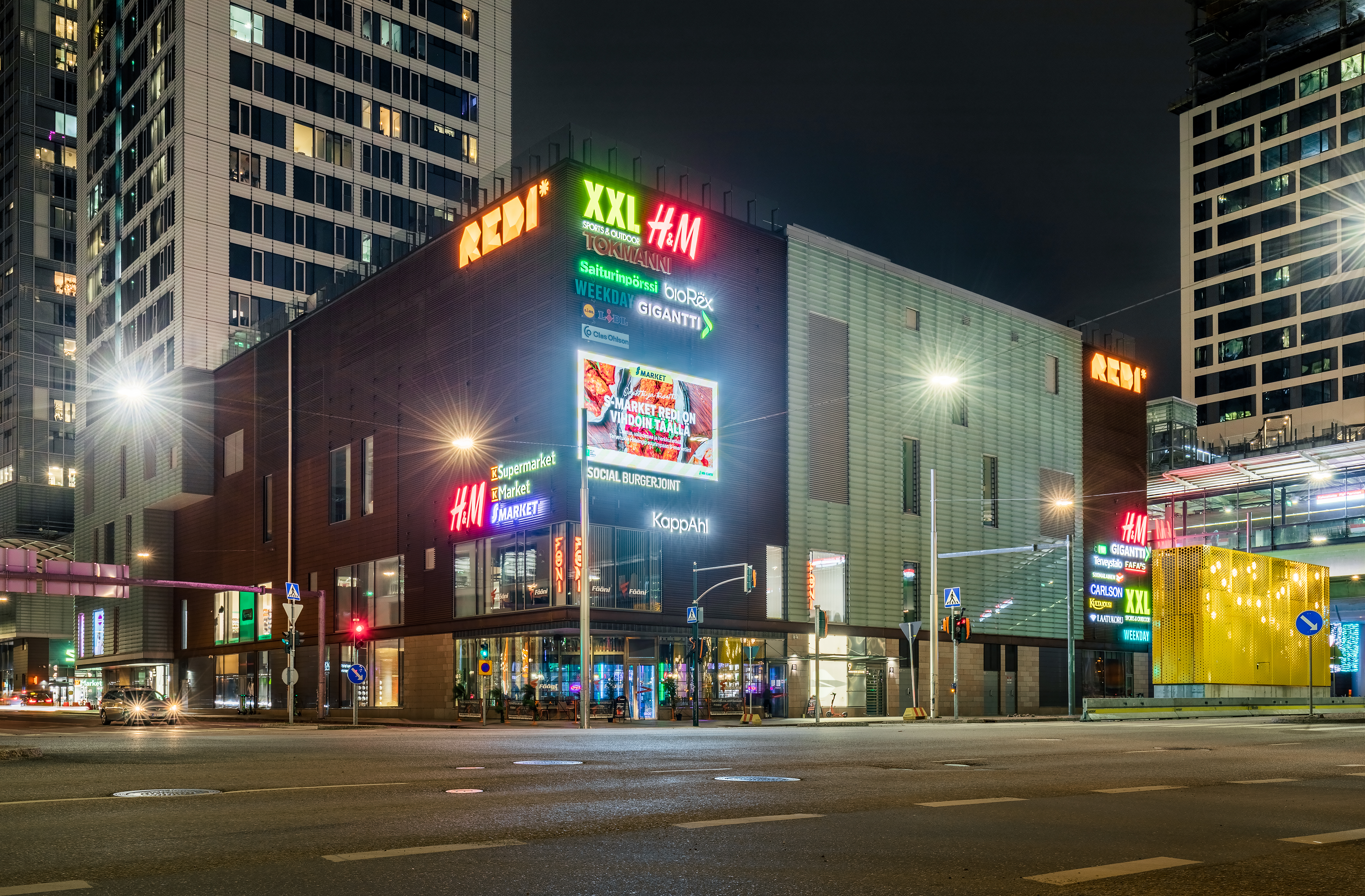

Vues intérieures
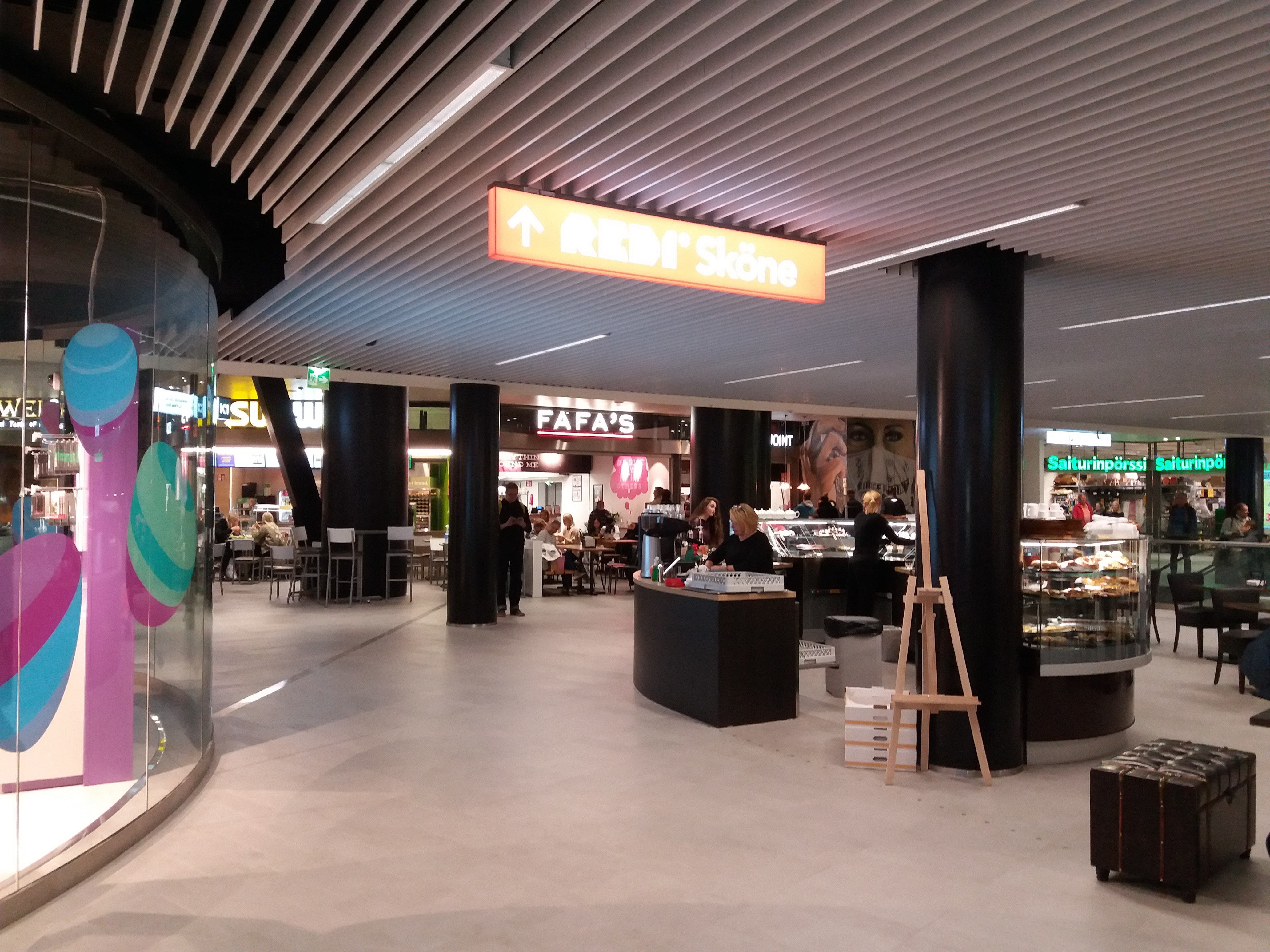
Niveau K1.
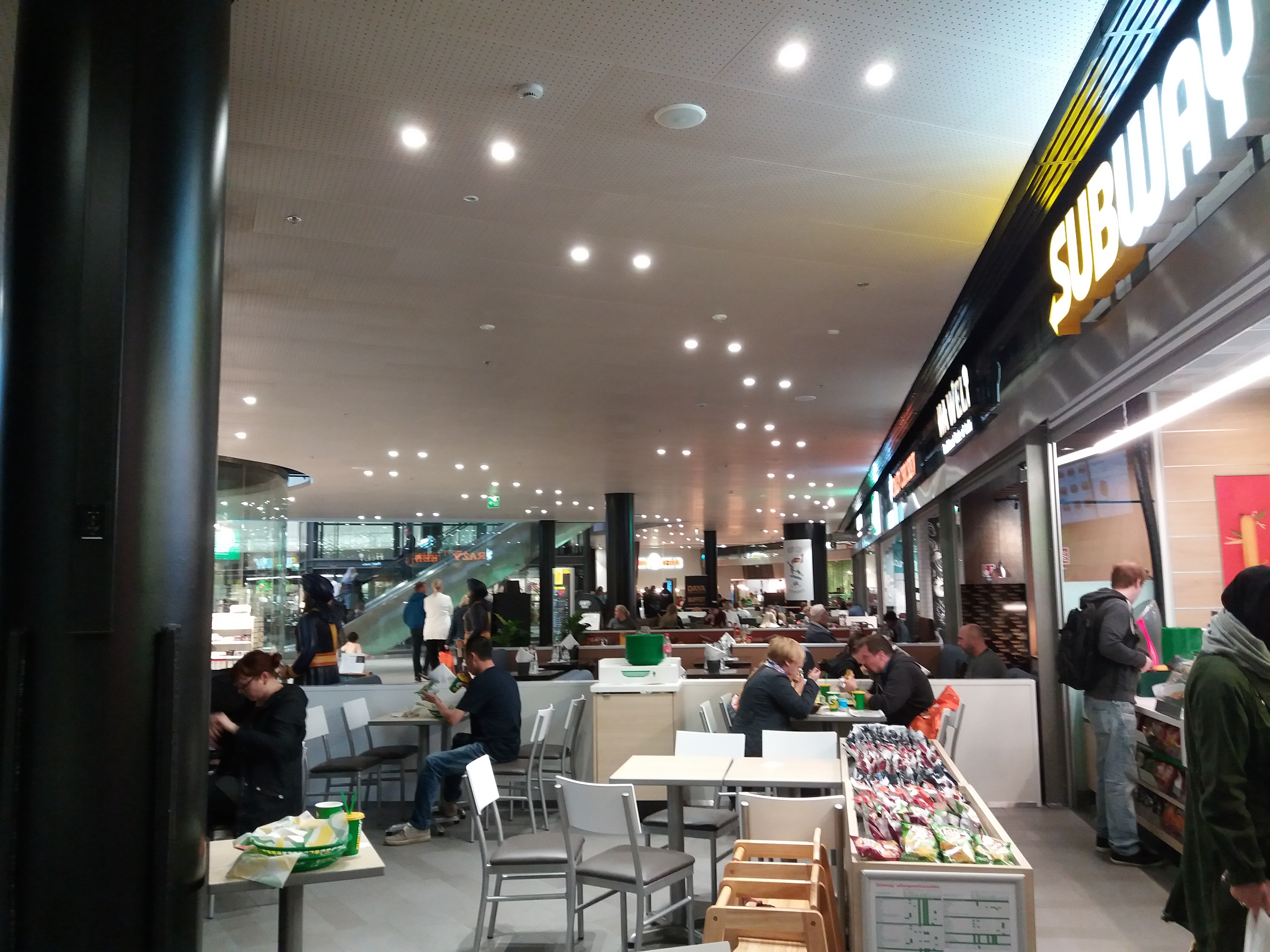
Restauration rapide au niveau K1.
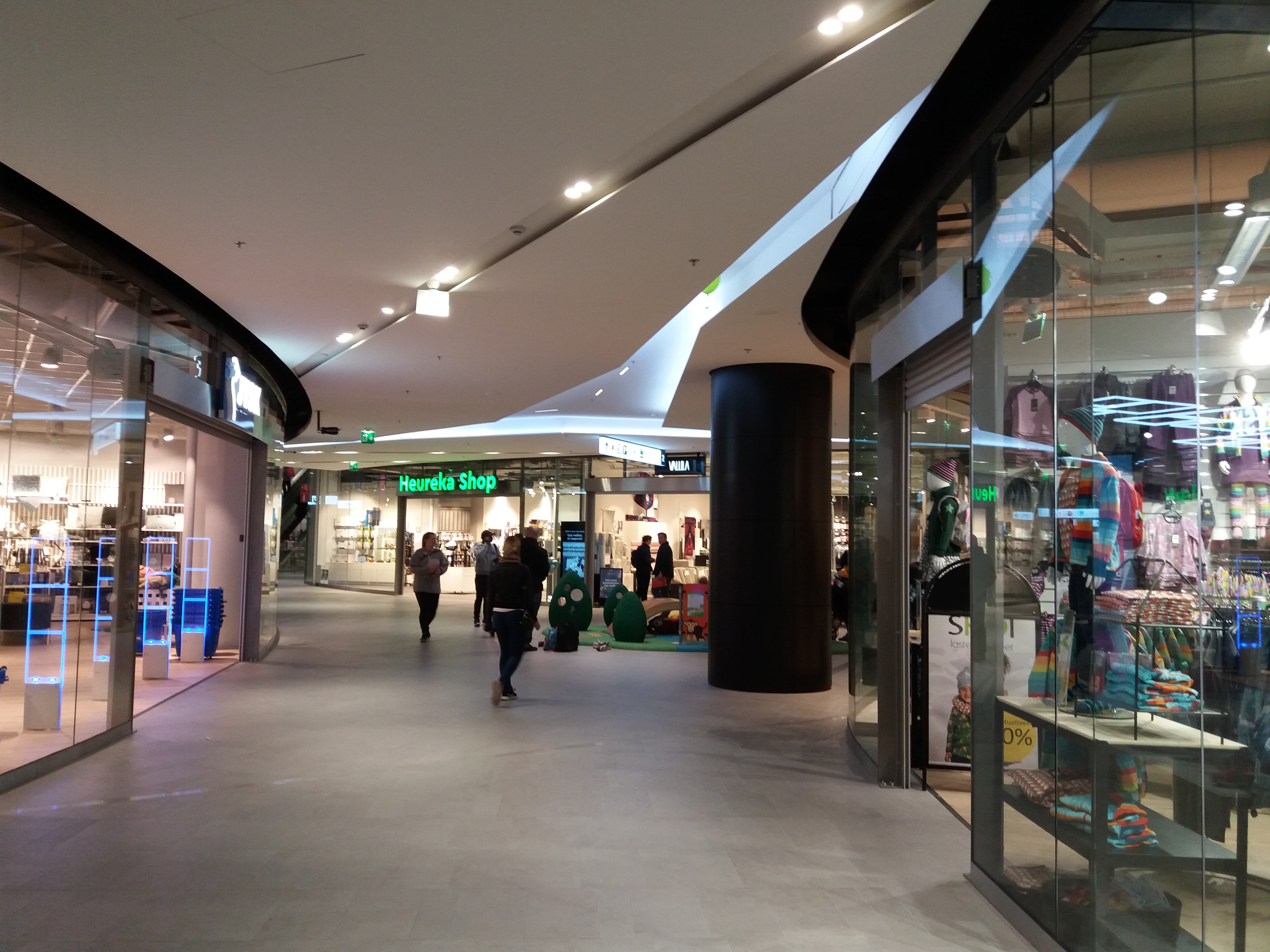
Magasins du deuxième étage.
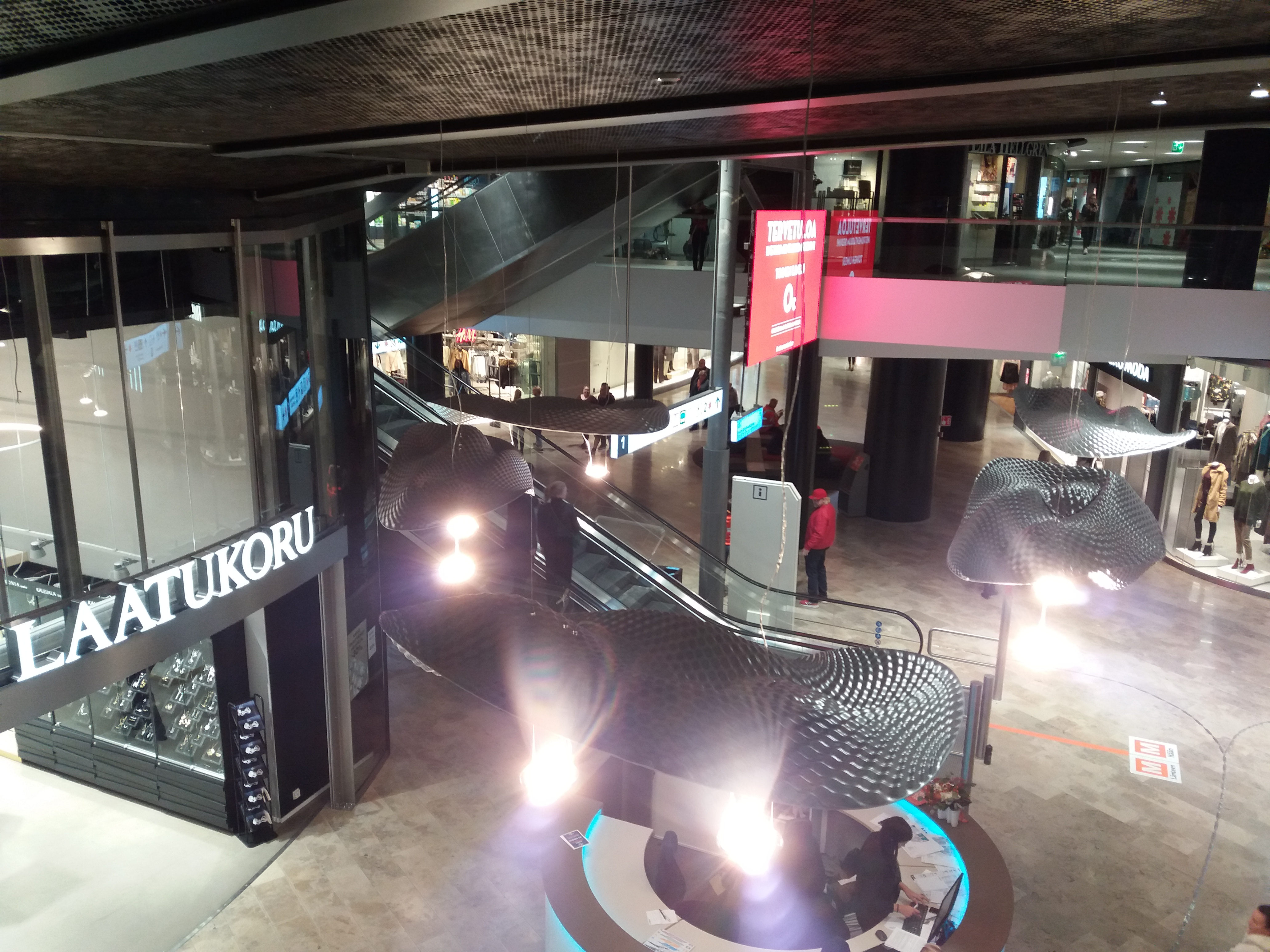